# Irene Franchini
Irene Franchini (Castelnovo ne' Monti, 23 de julio de 1981) es una deportista italiana que compitió en tiro con arco, en las modalidades de arco recurvo y arco compuesto.
Ganó dos medallas en el Campeonato Mundial de Tiro con Arco al Aire Libre, en los años 2001 y 2017, y dos medallas en el Campeonato Mundial de Tiro con Arco en Sala de 2016.
Además, obtuvo tres medallas en el Campeonato Europeo de Tiro con Arco al Aire Libre entre los años 2000 y 2021, y tres medallas en el Campeonato Europeo de Tiro con Arco en Sala entre los años 2017 y 2022.
Participó en los Juegos Olímpicos de Sídney 2000, ocupando el séptimo lugar en la prueba de equipo.

## Palmarés internacional
| Campeonato Mundial al Aire Libre | Campeonato Mundial al Aire Libre | Campeonato Mundial al Aire Libre | Campeonato Mundial al Aire Libre |
| Año                              | Lugar                            | Medalla                          | Prueba                           |
| -------------------------------- | -------------------------------- | -------------------------------- | -------------------------------- |
| 2001                             | Pekín (China)                    | Medalla de plata                 | Equipo                           |
| Campeonato Europeo al Aire Libre |                                  |                                  |                                  |
| Año                              | Lugar                            | Medalla                          | Prueba                           |
| 2000                             | Antalya (Turquía)                | Medalla de bronce                | Equipo                           |

| Campeonato Mundial al Aire Libre | Campeonato Mundial al Aire Libre | Campeonato Mundial al Aire Libre | Campeonato Mundial al Aire Libre |
| Año                              | Lugar                            | Medalla                          | Prueba                           |
| -------------------------------- | -------------------------------- | -------------------------------- | -------------------------------- |
| 2017                             | Ciudad de México (México)        | Medalla de bronce                | Equipo mixto                     |
| Campeonato Mundial en Sala       |                                  |                                  |                                  |
| Año                              | Lugar                            | Medalla                          | Prueba                           |
| 2016                             | Ankara (Turquía)                 | Medalla de oro                   | Individual                       |
| 2016                             | Ankara (Turquía)                 | Medalla de bronce                | Equipo                           |
| Campeonato Europeo al Aire Libre |                                  |                                  |                                  |
| Año                              | Lugar                            | Medalla                          | Prueba                           |
| 2018                             | Legnica (Polonia)                | Medalla de plata                 | Equipo                           |
| 2021                             | Antalya (Turquía)                | Medalla de bronce                | Equipo                           |
| Campeonato Europeo en Sala       |                                  |                                  |                                  |
| Año                              | Lugar                            | Medalla                          | Prueba                           |
| 2017                             | Vittel (Francia)                 | Medalla de plata                 | Equipo                           |
| 2019                             | Samsun (Turquía)                 | Medalla de plata                 | Equipo                           |
| 2022                             | Laško (Eslovenia)                | Medalla de bronce                | Equipo                           |